# Hollow Knight: Silksong
Hollow Knight: Silksong — це гра в жанрі метроїдванія від студії розробників Team Cherry, запланована до випуску на платформах Windows, macOS, Linux, Nintendo Switch, Nintendo Switch 2, PlayStation 4 та PlayStation 5. Її було анонсовано у лютому 2019, як продовження гри 2017 року Hollow Knight.

## Ігровий процес
Hollow Knight: Silksong це двовимірна гра, дія якої відбувається у королівстві комах.
В цілому ігровий процес обіцяє бути подібним до ґеймплею оригінальної гри. Головним героєм цього разу виступає Горнет (Hornet), яка була союзником безіменного головного героя першої частини. За інформацією на грудень 2019, у грі заплановано щонайменше 165 різних ворогів. Крім того, гравець зустріне багато дружніх неігрових персонажів.
Silksong використовуватиме систему квестів, де різні персонажі будуть просити Горнет виконати для них завдання. Також Горнет зможе створювати зброю та інструменти з матеріалів, які, можливо, замінять систему оберегів з Hollow Knight.

## Сюжет
На початку гри ми бачимо Горнет закованою і її везтимуть у королівство Фарлум (Pharloom), «кероване Шовком та Піснею» («ruled by Silk and Song.») Аби дізнатися, навіщо її привели сюди, Горнет має пройти через це королівство і досягти блискучої цитаделі у вишині. Такий сюжет кардинально відрізняється від сюжету оригінальної гри, де гравцю необхідно було спуститися у найглибші місця королівства Святогніздя (Hallownest).

## Розробка
На початку розробки Горнет планувалася як другий ігровий персонаж у DLC до оригінальної гри Hollow Knight і була однією з додаткових цілей кампанії на Кікстартері. Пізніше було вирішено розширити DLC до повноцінного продовження. Перші кадри гри були показані на виставці E3 2019. Розробники пояснили таке рішення тим, що Горнет значно вища за безіменного героя оригінальної гри, через що може постраждати або легкість навігації по ігровому світу, або візуально це виглядатиме неправильно.